# Joshua van Wyk
Joshua „Josh“ van Wyk (* 14. Oktober 1998 in Boksburg) ist ein südafrikanischer Radrennfahrer, der Rennen auf Bahn und Straße bestreitet.

## Sportliche Laufbahn
2015 wurde Joshua van Wyk Junioren-Afrikameister in der Einerverfolgung. Zwei Jahre später startete er in der Elite und errang gemeinsam mit Nolan Hoffman, Steven van Heerden und Jean Spies den Afrikatitel in der Mannschaftsverfolgung, in derselben Disziplin wurde er nationaler Meister. 2018 konnte er den Erfolg in der Mannschaftsverfolgung bei den afrikanischen Bahnmeisterschaften mit Gert Fouché, van Heerden und Spies wiederholen. Zudem errang er Bronze im Punktefahren.
2019 wurde van Wyk dreifacher Afrikameister, im Punktefahren, im Omnium und mit van Heerden im Zweier-Mannschaftsfahren.

## Erfolge

### Bahn
2015
- Junioren-Afrikameister – Einerverfolgung

2017
- Afrikameister – Mannschaftsverfolgung (mit Nolan Hoffman, Steven van Heerden und Jean Spies)
- Südafrikanischer Meister – Mannschaftsverfolgung (mit Gert Fouche, Bradley Gouveris und Jean Spies)

2018
- Afrikameister – Mannschaftsverfolgung (mit Gert Fouche, Steven van Heerden und Jean Spies)
- Afrikameisterschaft – Punktefahren

2019
- Afrikameister – Punktefahren, Omnium, Zweier-Mannschaftsfahren (mit Steven van Heerden)

2020
- Afrikameister – Scratch, Teamsprint (mit Wade Theunissen und Jean Spies), Zweier-Mannschaftsfahren (mit Steven van Heerden)

2021
- Afrikameister – Scratch, Ausscheidungsfahren, Teamsprint (mit Mitchell Sparrow und Jean Spies), Zweier-Mannschaftsfahren (mit Steven van Heerden)
- Südafrikanischer Meister – Omnium

2022
- Südafrikanischer Meister – Ausscheidungsfahren, Scratch

### Straße
2019
- Mannschaftszeitfahren Tour of Good Hope